# Rio das Ostras
Rio das Ostras est une municipalité brésilienne de l'État de Rio de Janeiro et la Microrégion du Bassin de São João.
La municipalité souffre des impacts environnementaux dus à la pollution des plages, des rivières et des lagons due au manque d'assainissement de base et à la dégradation de l'environnement due aux occupations illégales dans les zones de protection de l'environnement (APA) pour la protection et la conservation des attributs biotiques (faune et flore). Les rejets d'eaux usées clandestines dans les terres et dans les maisons ont provoqué une eutrophisation de l'écosystème de manière agressive.
La corruption systémique de la municipalité a commencé depuis son émancipation politico-administrative le 10 avril 1992 et a détruit une grande partie de Rio das Ostras qui, à ce jour, ne comportait aucun type d'assainissement de base. Le manque d'eau potable, d'égouts, d'asphaltage des routes et de transports en commun sont des problèmes anciens et systémiques pour une municipalité qui a reçu des milliards de dollars en redevances pétrolières.
De nos jours, une grande partie du littoral de Rio das Ostras souffre de l’avancée de la mer, d’érosions et de constructions irrégulières irrégulières. Dans les zones urbaines, les taudis, la violence, le chômage et les inégalités sociales ont considérablement augmenté. Le manque d'assainissement de base affecte toutes les municipalités.